# Gare d’Urt
Gare d’Urt vasútállomás Franciaországban, Urt településen.

## Vasútvonalak
Az állomást az alábbi vasútvonalak érintik:
- Toulouse–Bayonne-vasútvonal

## Kapcsolódó állomások
A vasútállomáshoz az alábbi állomások vannak a legközelebb:
- Gare de Bayonne
- Gare de Peyrehorade